# ヤマタツナミソウ
ヤマタツナミソウ（山立浪草、学名：Scutellaria pekinensis Maxim. var. transitra (Makino) H.Hara）は、シソ科タツナミソウ属の多年草の1種。

## 生育環境
北海道・本州・四国・九州で山地の樹陰や林のふちなどに生える。

## 特徴
白色の地下茎を伸ばす。地上茎は四角ばり、まっすぐ立って15-30 cmに伸びる。葉は対生し葉柄がある。葉脈の上が紫色を帯びることがある。

## 花
春に茎の上部に葉のような葉包を持つ花穂をつけ、薄紫で唇形の花をつける。おしべ4本のうち2本が長い。タツナミソウの仲間は、茎から出た花が根元で急に直角に曲がるので、花は真上に向かって立つ。しかし、ヤマタツナミソウは約60度曲がるだけなので、30度ほど傾いて咲く。

## 近縁種
- タツナミソウ　Scutellaria undica L.
- コバノタツナミ　Scutellaria indica L. var. parvifolia (Makino) Makino
- オカタツナミソウ　Scutellaria brachyspica Nakai et H.Hara
- シソバタツナミ　Scutellaria laeteviolacea Koidz.